# SuperSaw
Die Bezeichnung SuperSaw wird als Begriff für eine Synthesizer-Waveform verwendet, die aus mehreren geschichteten und gegeneinander verstimmten Sägezahn-Schwingungsformen besteht.
Der Begriff „SuperSaw“ wurde von dem Unternehmen Roland erstmals 1996 für eine neue Schwingungsform des Synthesizers „Roland JP8000“ verwendet und als Marke eingetragen.
Seit etwa 1999 sind (meist grelle) SuperSaw-Klänge von großer Bedeutung für die Stilrichtungen Uplifting Trance, Hands Up, Hard Trance, Hardstyle und Hardcore Techno (beim langsameren Mainstyle). Neben den Klängen der Geräte Roland TB-303 und Roland TR-909 gehört der Supersaw-Klang zu den stilprägenden des Genres. Auch bei neuerem Crunk/Trap, Brostep und Dance (in Deutschland auch mit Schlager-Einfluss) findet der SuperSaw Verwendung.
Vergleichbare Schwingungsformen kommen auch in Synthesizern anderer Hersteller zum Einsatz. Das in Recklinghausen ansässige Unternehmen Access Music Electronics verwendet in ihrer Synthesizer-Serie „Access Virus“ eine ähnliche Schwingungsform unter der Bezeichnung „HyperSaw“.

## Lieder mit SuperSaw-Verwendung
- Blank & Jones - Cream
- System F - Out of the Blue
- Veracocha - Carte blanche
- Safri Duo - Played-A-Live (The Bongo Song)
- Sylver - Turn the Tide
- Rocco - Drop the Bass
- DJ Gizmo & DJ Norman - Power 2 da People
- Kloficker - Wie alt bist du?
- Usher feat. Lil Jon & Ludacris - Yeah!
- Tiësto - Adagio for Strings
- DJ Khaled feat. T.I., Akon, Rick Ross, Fat Joe, Lil' Wayne & Baby - We Takin’ Over